# Raoul Dekkers
Roland Antonius Theodora Mathieu (Raoul) Dekkers (1959) is een Nederlands jurist en (internationaal) rechter. Hij heeft Nederlands recht gestudeerd aan de Universiteit Utrecht en de Universiteit Maastricht. Aan laatstgenoemde universiteit heeft hij zijn graad van Meester in de rechten behaald. Mr. Dekkers begon zijn juridische loopbaan als assistent-onderzoeker burgerlijk recht aan de Universiteit Utrecht en werkte vervolgens enkele jaren als bedrijfsjurist. In augustus 1994 werd hij benoemd tot gerechtsauditeur tevens rechter-plaatsvervanger in de rechtbank Den Haag, in welke rechtbank hij in juni 1995 tot rechter is benoemd. Sindsdien heeft hij diverse rechterlijke functies bekleed, in binnen- en buitenland. Hij is gespecialiseerd in oorlogsrecht (Internationaal humanitair recht).
Van augustus 2005 tot juli 2008 was Raoul Dekkers internationaal rechter in de War Crimes Chamber van het Staatsgerechtshof van Bosnië en Herzegovina te Sarajevo (Bosnische oorlogsmisdadenkamer). Hij was onder andere betrokken bij de rechtszaak tegen Gojko Janković, de eerste verdachte die door het Joegoslaviëtribunaal aan de War Crimes Chamber ter berechting is overgedragen. Janković is veroordeeld tot een langdurige gevangenisstraf voor misdrijven tegen de menselijkheid. De rechters achtten bewezen dat hij zich samen met anderen schuldig heeft gemaakt aan onder andere massaverkrachtingen van Bosnische moslimvrouwen in Foça.
Na terugkomst in Nederland, werd Dekkers in juli 2008 benoemd tot vicepresident in het Gerechtshof Den Haag. Tot juli 2017 gaf hij bij het hof leiding aan de strafkamer internationale misdrijven die verdachten van oorlogsmisdaden, piraterij (zeeroof) en terroristische misdrijven berecht. 
In februari 2017 is Raoul Dekkers benoemd tot constitutioneel rechter in de constitutionele kamer van het Kosovotribunaal (Kosovo Specialist Chambers) in Den Haag. Van 1 maart 2021 tot 1 april 2025 was hij rechter in de eerste strafkamer van het tribunaal, die o.a. de van oorlogsmisdaden verdachte Salih Mustafa heeft berecht. Mustafa is een voormalig commandant van het Bevrijdingsleger van Kosovo. Hij is op 16 december 2022 veroordeeld tot een gevangenisstraf van 26 jaar voor zijn aandeel bij de willekeurige gevangenhouding, onmenselijke behandeling, marteling en moord op burgers die tegen hun wil werden gevangen gehouden in een interneringskamp in de plaats Zllash in april 1999.